# GP van Japan MX2 2006
De Grote Prijs van Japan 2006 in de MX2-klasse motorcross werd gehouden op 21 mei 2006 op het circuit van Sugo. Het was de vijfde Grote Prijs van het wereldkampioenschap.
De Brit Billy Mackenzie (Yamaha) won de GP dankzij een zege in de eerste reeks en een derde plaats in de tweede reeks. Marc de Reuver en Antonio Cairoli waren het snelst weg in de eerste reeks maar vielen in de eerste ronde. Ze konden nog terugkomen tot op de derde resp. vierde plaats. De tweede reeks was voor Cairoli, terwijl de leider in de tussenstand van het wereldkampioenschap, Tyla Rattray moest opgeven na een val waarbij hij zich kwetste aan de schouder. Rattray viel hierdoor terug naar de derde plaats in de tussenstand, na Christophe Pourcel en Marc De Reuver.

## Uitslag eerste reeks
| Plaats | Naam               | Land |
| ------ | ------------------ | ---- |
| 1      | Billy Mackenzie    | GBR  |
| 2      | Christophe Pourcel | FRA  |
| 3      | Marc de Reuver     | NED  |
| 4      | Antonio Cairoli    | ITA  |
| 5      | David Philippaerts | ITA  |
| 6      | Tyla Rattray       | RSA  |
| 7      | Gareth Swanepoel   | RSA  |
| 8      | Tommy Searle       | GBR  |
| 9      | Kenneth Gundersen  | NOR  |
| 10     | Sébastien Pourcel  | FRA  |

## Uitslag tweede reeks
| Plaats | Naam               | Land |
| ------ | ------------------ | ---- |
| 1      | Antonio Cairoli    | ITA  |
| 2      | Marc de Reuver     | NED  |
| 3      | Billy Mackenzie    | GBR  |
| 4      | Gareth Swanepoel   | RSA  |
| 5      | Christophe Pourcel | FRA  |
| 6      | Carl Nunn          | GBR  |
| 7      | Tommy Searle       | GBR  |
| 8      | Aigar Leok         | EST  |
| 9      | Rui Gonçalves      | POR  |
| 10     | Davide Guarneri    | ITA  |

## Eindstand Grote Prijs
| Plaats | Naam               | Land | Punten |
| ------ | ------------------ | ---- | ------ |
| 1      | Billy Mackenzie    | GBR  | 45     |
| 2      | Antonio Cairoli    | ITA  | 43     |
| 3      | Marc de Reuver     | NED  | 42     |
| 4      | Christophe Pourcel | FRA  | 38     |
| 5      | Gareth Swanepoel   | RSA  | 32     |
| 6      | Tommy Searle       | GBR  | 27     |
| 7      | Carl Nunn          | GBR  | 24     |
| 8      | Kenneth Gundersen  | NOR  | 22     |
| 9      | Rui Gonçalves      | POR  | 20     |
| 10     | David Philippaerts | ITA  | 20     |

## Tussenstand wereldkampioenschap
| Plaats | Naam               | Land | Punten |
| ------ | ------------------ | ---- | ------ |
| 1      | Christophe Pourcel | FRA  | 196    |
| 2      | Marc de Reuver     | NED  | 194    |
| 3      | Tyla Rattray       | RSA  | 181    |
| 4      | Antonio Cairoli    | ITA  | 162    |
| 5      | Billy Mackenzie    | GBR  | 150    |
| 6      | David Philippaerts | ITA  | 120    |
| 7      | Carl Nunn          | GBR  | 119    |
| 8      | Kenneth Gundersen  | NOR  | 111    |
| 9      | Alessio Chiodi     | ITA  | 111    |
| 10     | Tommy Searle       | GBR  | 105    |
| 11     | Rui Gonçalves      | POR  | 90     |
| 12     | Gareth Swanepoel   | RSA  | 87     |
| 13     | Sébastien Pourcel  | FRA  | 70     |
| 14     | Davide Guarneri    | ITA  | 64     |
| 15     | Luigi Séguy        | FRA  | 63     |
| 16     | Anthony Boissière  | FRA  | 50     |
| 17     | Patrick Caps       | BEL  | 46     |
| 18     | Maximilian Nagl    | GER  | 45     |
| 19     | Manuel Monni       | ITA  | 42     |
| 20     | Matti Seistola     | FIN  | 36     |